# Dozymetria
Dozymetria – dział stosowanej fizyki jądrowej obejmujący pomiary i obliczenia dawek promieniowania jonizującego oraz innych wielkości związanych z oddziaływaniem promieniowania jonizującego z materią, zwłaszcza ożywioną.
Zależnie od rodzaju promieniowania i wielkości dawki do jej pomiaru stosuje się metody:
- termoluminescencyjne – wykorzystywanie zdolności niektórych substancji do gromadzenia i późniejszego oddawania energii promieniowania świetlnego
- fotograficzne – pomiar zaczernienia emulsji fotograficznej,
- kalorymetryczne – bezpośredni pomiar ilości energii termicznej wydzielonej na skutek napromieniowania badanej substancji
- jonizacyjne – pomiar liczby jonów wytworzonych na skutek oddziaływania promieniowania z materią
- rozmaite chemiczne – polegające na pomiarze szybkości reakcji chemicznych inicjowanych przez promieniowanie jonizujące.

Dozymetria zajmuje się także wyznaczaniem rozkładu przestrzennego dawki w obiekcie oraz szczegółowymi rozkładami energii i kierunku torów różnych rodzajów cząstek w obiekcie napromienianym. W celu zbadania skutków promieniowania niezbędna jest znajomość intensywności i sposobu przekazywania energii obiektowi w każdym jego punkcie.